# Mateusz III
Mateusz III (ur. ?, zm. 31 marca 1646) – w latach 1631–1646 100. patriarcha (papież) Koptyjskiego Kościoła Ortodoksyjnego. 